# Tropidurus azurduyae
Tropidurus azurduyae — вид ігуаноподібних ящірок родини Tropiduridae. Ендемік Болівії. Вид названий на честь Хуани Асдуруй. Описаний у 2018 році.

## Поширення і екологія
Tropidurus azurduyae мешкають в Болівійських Андах, на території департаментів Чукісака, Кочабамба, Потосі і Санта-Круз. Вони живуть в сухих тропічних лісах в міжандійських долинах та на східних схилах Анд, на висоті від 400 до 2000 м над рівнем моря.